# Legenda (cântec)
„Legenda” este un cântec cu versuri în engleză și poloneză interpretat de cântărețul Marcin Mroziński și compus de Marcin Nierubiec și Mroziński. A reprezentat Polonia la Concursul Muzical Eurovision 2010 în Bærum, Oslo, Norvegia. Melodia a fost selectată pe 14 februarie 2010 de către publicul polonez în competiția Krajowe Eliminacije, totalizând 33,61% din votul final.